# فيدريكو فيفياني
فيدريكو فيفياني (بالإيطالية: Federico Viviani)‏ (24 مارس 1992 بليكو في إيطاليا - ) هو لاعب كرة قدم إيطالي في مركز الوسط. شارك مع منتخب إيطاليا تحت 19 سنة لكرة القدم ومنتخب إيطاليا تحت 20 سنة لكرة القدم ومنتخب إيطاليا تحت 21 سنة لكرة القدم. أما مع النوادي، فقد لعب مع نادي بادوفا ونادي بيسكارا ونادي روما وهيلاس فيرونا ولاتينا كالتشيو.

## وصلات خارجية
- فيدريكو فيفياني على موقع قاعدة بيانات كرة القدم.إي يو (الإنجليزية)
- فيدريكو فيفياني على موقع Soccerway.com (الإنجليزية)
- فيدريكو فيفياني على موقع عالم كرة القدم.نت (الإنجليزية)
- فيدريكو فيفياني على موقع AS.com (الإسبانية)